# Grande, grande, grande
Grande, grande, grande è un brano musicale della cantante italiana Mina, contenuto nell'album Mina, del 1971, quindi pubblicato come singolo l'anno successivo nel 45 giri Grande, grande, grande/Non ho parlato mai.

## La storia

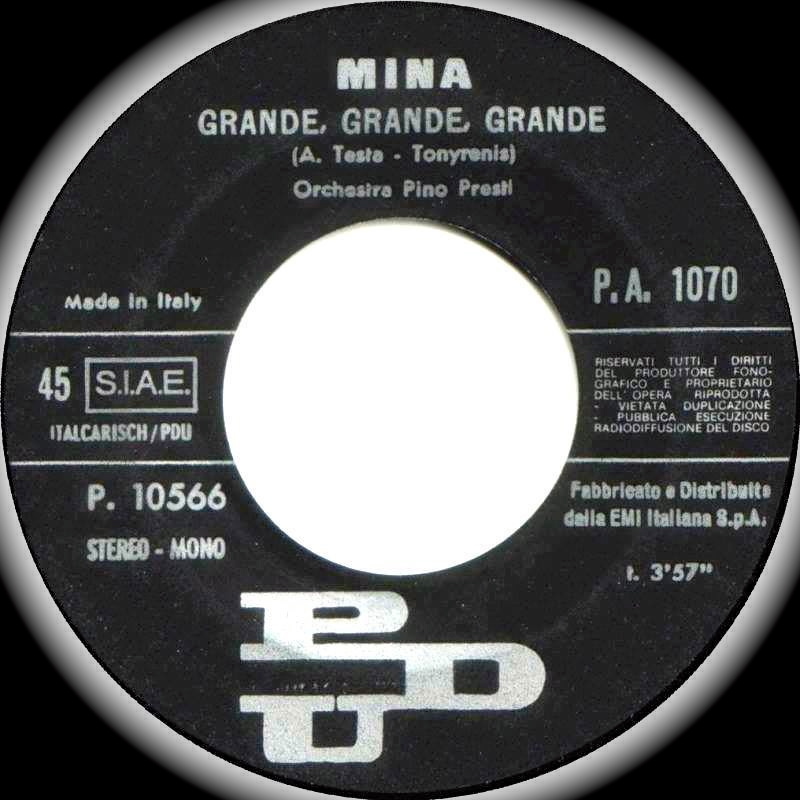
Etichetta della versione originale di Grande, grande, grande

Il brano fu scritto nel 1966 da Tony Renis che a causa di impegni di lavoro che aveva all'estero, fu costretto ad accantonarlo temporaneamente. Convinto che si trattasse di un pezzo adatto ad una voce femminile provò ad offrirlo a molte cantanti italiane quali: Ornella Vanoni, Milva, Rosanna Fratello, Orietta Berti e Mina. Quest'ultima, anche se perplessa per l'arrangiamento ormai datato, lo fece ascoltare al giovane bassista della sua orchestra, Pino Presti, che in brevissimo tempo ri-arrangiò il giro armonico e la ritmica, inserendo archi, cori e una sezione di fiati, stravolgendolo completamente in una versione più moderna ed efficace, riconoscibile fin dalle primissime battute ispirate dall'armonica di Bruno De Filippi. Fu così che la cantante decise allora di inserire il pezzo nel suo nuovo 33 giri intitolato Mina, ma non volle pubblicarlo come singolo di anticipazione dell'album.
Lo stesso Renis segnalò la canzone, promuovendo anche personalmente l'album della sua collega, presso i curatori delle varie trasmissioni radiofoniche e pregandoli di inserirla tra quelle in programmazione. Accadde così che, durante il programma radiofonico Supersonic e per la prima volta in una radio, il pezzo fu diffuso per ben due volte durante la stessa serata.
Conseguentemente alle pressanti richieste del pubblico, Grande, grande, grande fu pubblicato come secondo singolo promozionale, diventando in brevissimo tempo uno dei successi più eclatanti nella carriera dell'artista.
Il pezzo fu definitivamente consacrato quando Mina lo interpretò durante la prima puntata dello show televisivo Teatro 10, andata in onda l'11 marzo 1972 e condotto insieme ad Alberto Lupo. Il videoclip della canzone, comprensivo dell'introduzione di Lupo, è stato reso disponibile sul DVD Gli anni Rai 1968-1972 Vol. 2, inserito in un cofanetto monografico di 10 volumi pubblicato da Rai Trade e GSU nel 2008. La sola traccia audio dal vivo è invece presente sul CD I miei preferiti (Gli anni Rai) pubblicato nel 2014; sul DVD nella stessa confezione un video dall'esibizione ad Amico flauto (maggio 1972).

## Testo e musica
Sorretto da un grande impianto melodico, il testo tratteggia una donna di temperamento che si lamenta di una vita monotona, noiosa e banale come quella che trascorrono le sue amiche, mentre lei preferirebbe affrontare un'esistenza più interessante per cui valga la pena di combattere e lottare. L'interpretazione di Mina è intrigante e riflessiva, nel contempo sensuale e drammatica; la cantante sembra narrare qualcosa di sé tra il confidenziale e il morboso, tra l'ironico e l'autobiografico. Il pubblico, che non ha mai smesso di bersagliare l'artista per suoi atteggiamenti pubblici e privati, non aspetta altro, capisce e ne decreta un successo senza precedenti.
Lo stesso Renis proporrà una versione intimistico-sussurrata; circolata pochissimo a suo tempo, è oggi disponibile su CD.

## Altre versioni di Mina
Nel 1972 Mina incide il brano sia in lingua spagnola sia il lingua inglese. La versione latina, con lo stesso titolo e adattata da Cholo Baltasar e Amart, fu pubblicata inizialmente per il mercato spagnolo e poi pubblicato per la prima volta in Italia nelle raccolte Colección latina (2001) e Yo soy Mina (2011). La versione anglosassone; intitolata Never, never, never; fu adattata da Norman Newell e pubblicata nei successi del 1977 Del mio meglio n. 4 e I Am Mina del 2011.
Grande, grande, grande fu pubblicato anche nell'album live Mina Live '78, dove è stato registrato e pubblicato l'ultimo concerto a La Bussola.

## Cronologia delle pubblicazioni
| Paese    | Data | Formato     |
| -------- | ---- | ----------- |
| Francia  | 1973 | Vinile (7") |
| Germania | 1972 | Vinile (7") |
| Italia   | 1972 | Vinile (7") |
| Italia   | 2013 | Vinile (7") |
| Turchia  | 1972 | Vinile (7") |

## Cover di altri interpreti
Grazie al successo e alla notorietà ottenuti dal brano con rilevanti vendite anche a livello internazionale, nel corso degli anni Grande, grande, grande è stata incisa e registrata in nuove versioni da artisti italiani ed internazionali. Oltre alle cover pubblicate da Shirley Bassey nel singolo Never, Never, Never/Day by Day e da Cèline Dion con Luciano Pavarotti in I Hate You Then I Love You, la canzone fu incisa anche dalla cantante Mireille Mathieu nel 1974, la quale interpretò il testo adattato in francese da Charles Aznavour. La cover fu estratta dall'album Le Vent de la nuit. Nel 1995 Samy Goz incide il brano nell'album Amour Italy II (YBM 서울음반 – SZPC-226), pubblicato nella Repubblica di Corea. Nel 1996 la cantante greca Nana Mouskouri pubblicò un album in spagnolo intitolato Nana Latina dove fu incluso un duetto con Julio Iglesias sulla versione adattata in spagnolo di Grande, grande, grande; intitolata Se que volveras. Nel 1999 il gruppo musicale italiano Giuliano Palma & the Bluebeaters pubblicò The Album, un disco contenente una cover di Never, Never, Never. Nel 2009 Patrizio Buanne ne incide una versione, intitolata Grande, grande, grande/Never, never, never, cantata contemporaneamente in italiano ed inglese, per l'album Patrizio. Nel 2001 la cantante belga Dana Winner pubblicò un album intitolato Unforgettable il quale conteneva una nuova registrazione della versione inglese di Grande, grande, grande.Questa versione fu interpretata nel 2012 durante la terza serata della 62ª edizione del Festival di Sanremo, da Nina Zilli in duetto con la cantante britannica Skye. Nel 2014 il Parma Brass Quintet incide una cover del brano per l'album Swing, amore e fantasia (Irma Records, IRM 1265). La canzone è stata interpretata anche da altri interpreti come: Vikki Carr (1972), John Holt (1973), Rettore nell'album 1º festival della canzone regina (1996), Orietta Berti (1999), Pimpinela (2003) e David McAlmont (2005). Nel 2013 Freddy Cole registra una versione jazz in inglese, sempre con il titolo 'Never, never, never', nel suo album 'This and That' (HighNote) uscito in quell'anno. Nel 2014 Chiara Civello interpreta in chiave jazz in inglese il brano inserito nell'album Canzoni (Okeh Records, 88843063812). Sempre nel 2014 Erlend Øye registra al Sudestudio una sua interpretazione voce e chitarra acustica.